# 황신영 (축구 선수)
황신영(1994년 4월 4일 ~ )는 대한민국의 축구 선수로, 포지션은 공격수이다.